# Língua achuar
Achuar-Shiwiar, também chamada Achuar, Jivaro, Maina, é uma das línguas jivaroanas, sendo falada por cerca de 5 mil pessoas das tribos Achuar, Shiwiar, Maina do Peru e do Equador.

## Localização
Seus falantes vivem ao longo dos rios:
- Pastaza e Bobonaza no Equador.
- Morona, Macusari, Tigre, huallaga e Corrientes no Peru.

## Falantes
30% dos seus falantes são alfabetizados na língua. Dos que a têm como segunda língua 1% apenas são alfabetizados, preferindo usar a língua castelhana. O escrita que lhes foi adaptada e ensinada por missionários é o alfabeto latino que apresenta:
- as 5 vogais tradicionais sem e com til;
- consoantes -  b, c, d, g, j, k, m, n, ñ, p, r, s, t, w, y + grupos ch, ng, sh, ts

## Outros nomes
Outros nomes da língua são Achuar-Shiwiar, Achuar-Shiviar, Achuár, Ashuar, Achual, Achuale, Achuare, Achuara, Atchuara, Shiwiár, Shiviar, Shiwiar-Maina, Shiwiar Chicham, Máin, Mayna, Mayno, Áints.

## Amostra de texto
Aints ainauti mash metek nuwanmaya akiinawaitji. Turasha angkan pengker pujusmi tusar akiinawaitji. Aintstikia mash ji nintijai paan nintimratnuitji, turasha pengker aa nu nekaatnuitji. Turasha pase aa nusha nekaatnuitji. Turasha ji pataachiri ainaujai pengker nintimtunisar pujaj ina nunisrik chikich ainauj aisha pengker nintimtunisar pujustinuitji. 
Português
Todos os seres humanos nascem livres e iguais em dignidade e direitos. São dotados de razão e consciência e devem agir em relação uns aos outros com espírito de fraternidade. (Artigo 1 – Declaração Universal Direitos Humanos)'